# Halmesaari (ö i Södra Savolax, S:t Michel, lat 61,99, long 27,37)
Halmesaari är en ö i Finland. Den ligger i sjön Kangasjärvi och i kommunen Sankt Michel i den ekonomiska regionen  S:t Michel och landskapet Södra Savolax, i den södra delen av landet, 240 km nordost om huvudstaden Helsingfors. Öns area är 1,3 hektar och dess största längd är 240 meter i sydöst-nordvästlig riktning.